# Giuseppe Siro Trezzini
Giuseppe Siro Trezzini (Vicovaro, 27 ottobre 1925 – 18 dicembre 1979) è stato un politico italiano.

## Biografia
Militante del Partito Comunista Italiano, è sindaco di Vicovaro. Viene eletto alla Camera dei deputati nel 1976 nella Circoscrizione Roma-Viterbo-Latina-Frosinone, venendo poi riconfermato anche dopo le elezioni politiche del 1979. Si spegne a 54 anni il 18 dicembre dello stesso anno, gli subentra a Montecitorio Anna Maria Ciai Trivelli.
A Vicovaro gli è stato intitolato un parco pubblico.